# 497 Iva
497 Iva este un asteroid din centura principală, descoperit pe 4 noiembrie 1902, de Raymond Dugan.